# Girolamo Boncompagni
Jerónimo Boncompagni, em italiano Girolamo Boncompagni (nascido em 23 de abril de 1622 em Isola del Liri, na região do Lácio e falecido em 24 de janeiro de 1684 em Bolonha), foi um cardeal italiano. Era sobrinho-neto do cardeal Filippo Boncompagni, sobrinho do cardeal Francesco Boncompagni e tio do cardeal Giacomo Boncompagni, Arcebispo de Bolonha.
Girolamo Boncompagni exerceu várias funções dentro da Cúria Romana, incluindo na Suprema Corte como referendário do Supremo Tribunal da Assinatura Apostólica e secretário da Sagrada Congregação dos Ritos.
Foi eleito arcebispo de Bolonha em 1651; e foi prefeito do Palácio Apostólico e governador de Castel Gandolfo entre 1660 a 1664.
O Papa Alexandre VII o nomeou cardeal no consistório de 14 de janeiro de 1664.